# 鮑爾德芒廷鎮區 (北卡羅萊納州沃托加縣)
鮑爾德芒廷鎮區（英語：Bald Mountain Township）是位於美國北卡羅萊納州沃托加縣的一個鎮區。

## 地方資料
鮑爾德芒廷鎮區的面積為30.56平方千米，皆為陸地。根據2020年美國人口普查的數據，當地共有人口974人，而人口密度為每平方千米31.87人。